# Conioscypha japonica
Conioscypha japonica är en svampart som beskrevs av Udagawa & Toyaz. 1983. Conioscypha japonica ingår i släktet Conioscypha, ordningen Sordariales, klassen Sordariomycetes, divisionen sporsäcksvampar och riket svampar.   Inga underarter finns listade i Catalogue of Life.